# Tri Brata (Sachalin)
I Tri Brata (in russo Три Брата?; letteralmente in italiano "tre fratelli"), sono un gruppo di faraglioni sulla costa occidentale dell'isola di Sachalin in Russia. Amministrativamente fanno parte dell'oblast' di Sachalin (Circondario federale dell'Estremo Oriente).

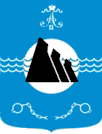
Stemma della città di Aleksandrovsk-Sachalinskij

I tre faraglioni si trovano nello stretto dei Tartari a sud di Aleksandrovsk-Sachalinskij, vicino a capo Žonkier (Jonquiere). Sono considerati il simbolo della città e dell'intera isola di Sachalin.